# Campeonato Sergipano 2016
In 2016 werd het 93ste Campeonato Sergipano gespeeld voor voetbalclubs uit de Braziliaanse staat Sergipe. De competitie werd georganiseerd door de FSF en werd gespeeld van 23 januari tot 7 mei. Sergipe werd kampioen. 

## Eerste fase
| Plaats | Club        | Wed. | W | G | V | Saldo | Ptn. |
| ------ | ----------- | ---- | - | - | - | ----- | ---- |
| 1.     | Confiança   | 9    | 6 | 2 | 1 | 20:8  | 20   |
| 2.     | Itabaiana   | 9    | 5 | 2 | 2 | 13:6  | 17   |
| 3.     | Boca Júnior | 9    | 5 | 1 | 3 | 10:10 | 16   |
| 4.     | Sergipe     | 9    | 4 | 3 | 2 | 14:8  | 15   |
| 5.     | Dorense     | 9    | 4 | 3 | 2 | 13:9  | 15   |
| 6.     | Estanciano  | 9    | 3 | 2 | 4 | 7:10  | 11   |
| 7.     | Socorrense  | 9    | 2 | 2 | 5 | 7:15  | 8    |
| 8.     | Amadense    | 9    | 1 | 4 | 4 | 6:12  | 7    |
| 9.     | Guarany     | 9    | 1 | 4 | 4 | 8:15  | 7    |
| 10.    | Lagarto     | 9    | 1 | 3 | 5 | 10:15 | 6    |

|  | Geplaatst voor tweede fase titelgroep      |
|  | Geplaatst voor tweede fase degradatiegroep |

## Tweede fase

### Degradatiegroep
| Plaats | Club       | Wed. | W | G | V | Saldo | Ptn. |
| ------ | ---------- | ---- | - | - | - | ----- | ---- |
| 1.     | Amadense   | 6    | 3 | 1 | 2 | 8:9   | 10   |
| 2.     | Lagarto    | 6    | 2 | 3 | 1 | 10:4  | 9    |
| 3.     | Guarany    | 6    | 2 | 2 | 2 | 6:6   | 8    |
| 4.     | Socorrense | 6    | 1 | 2 | 3 | 6:11  | 5    |

|  | Degradatie |

### Titelgroep
| Plaats | Club        | Wed. | W | G | V | Saldo | Ptn. |
| ------ | ----------- | ---- | - | - | - | ----- | ---- |
| 1.     | Itabaiana   | 10   | 6 | 4 | 0 | 16:7  | 22   |
| 2.     | Sergipe     | 10   | 4 | 5 | 1 | 14:11 | 17   |
| 3.     | Confiança   | 10   | 5 | 1 | 4 | 19:14 | 16   |
| 4.     | Dorense     | 10   | 3 | 3 | 4 | 15:17 | 12   |
| 5.     | Boca Júnior | 10   | 3 | 2 | 5 | 13:15 | 11   |
| 6.     | Estanciano  | 10   | 1 | 1 | 8 | 8:21  | 4    |

|  | Finale om de titel |

## Finale
|            |           |       |           |                                             |
| 4 mei Heen | Sergipe   | 1 – 0 | Itabaiana | Arena Batistão, Aracaju Toeschouwers: 7.599 |
| 4 mei Heen | Hiago 10' |       |           | Arena Batistão, Aracaju Toeschouwers: 7.599 |

| Sergipe | Itabaiana |

|             |              |       |                 |                                                  |
| 7 mei Terug | Itabaiana    | 1 – 1 | Sergipe         | Etelvino Mendonça, Itabaiana Toeschouwers: 6.073 |
| 7 mei Terug | Heverton 22' |       | 40' Bruno Iotti | Etelvino Mendonça, Itabaiana Toeschouwers: 6.073 |

| Itabaiana | Sergipe |

### Kampioen
| Campeonato Sergipano de 2016 |
| Sergipe                      |
| ---------------------------- |
| SERGIPE Kampioen (34° titel) |